# Directory Information Tree
Directory Information Tree (DIT) ou Árvore de Informações de Diretórios são dados representados em uma estrutura de árvore hierárquica que consiste em os nomes distintos (DNs) de entradas de serviço de diretório.
OS protocolos X.500 e o Lightweight Directory Access Protocol (LDAP) usam estas árvores de informações como sua estrutura de dados fundamental.
Normalmente, uma implementação X.500 ou LDAP para uma única organização terá uma árvore de informações de diretório que consiste em duas partes:
- uma estrutura de nome de nível superior para o nome da própria organização
- uma representação da estrutura de modelo de dados dentro da organização